# 7713 Tsutomu
7713 Tsutomu è un asteroide della fascia principale. Scoperto nel 1995, presenta un'orbita caratterizzata da un semiasse maggiore pari a 2,4422243 UA e da un'eccentricità di 0,1913034, inclinata di 2,36922° rispetto all'eclittica.